# Tokyu Hands

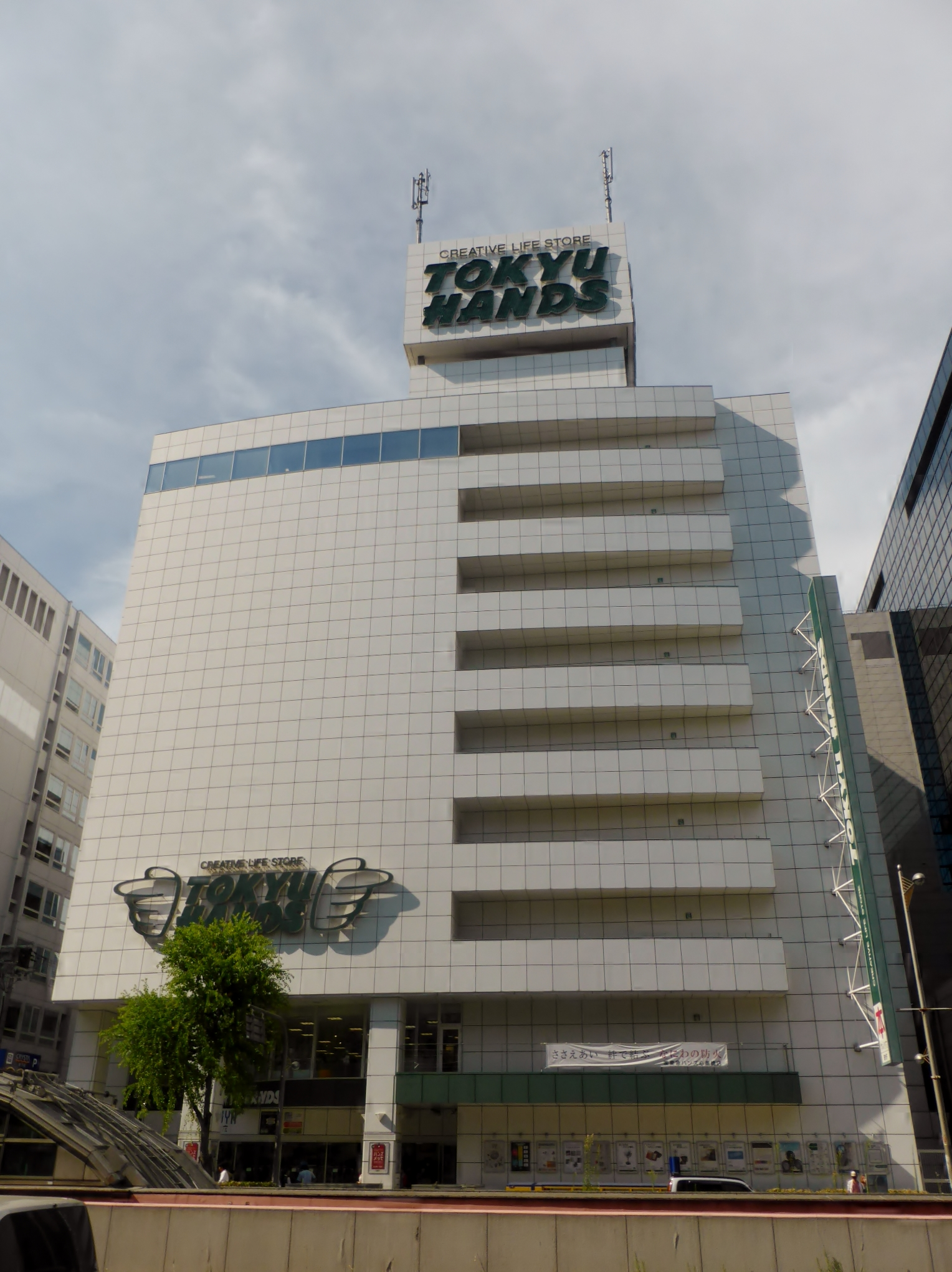
Tienda de Tokyu Hands en Shinsaibashi, Chuo-ku, Osaka.

Hands Inc., más conocida como Hands (ハンズ), es una cadena japonesa de tiendas departamentales dedicada a vender materia prima para manualidades, proyectos y pasatiempos, como jardinería, decoración, bisutería, costura, deportes, viajes, papelería, maquetas, costura, herramientas, juguetes, pinturas, iluminación entre otras. Comenzó como una tienda enfocada al concepto de Hágalo usted mismo, de ahí que su logotipo consista en dos manos que rodean el nombre de la tienda.
La cadena pertenece al Beisia Group y abrió su primera tienda en Shibuya, Tokio, Japón en 1976.
En 2003, la cadena abrió su primera tienda fuera de Japón bajo el nombre de Hands Tailung (台隆手創館) en Taipéi, Taiwán. Hasta 2008 el número de tiendas en Taiwán se ha incrementado a cinco.Hasta marzo de 2022, era una tienda del Grupo Tokyu.

## Ubicación
La cadena tiene tiendas en las siguientes localidades:
- Tokio: Shibuya, Shinjuku, Ikebukuro, Ginza (Marronnier Gate), LaLaPort Toyosu, Kitasenju, Machida
- Prefectura de Kanagawa: Yokohama, LaLaPort Yokohama, Kawasaki
- Prefectura de Saitama: Omiya, Saitama
- Prefectura de Chiba: Kashiwa
- Chūbu
  - Nagoya - Central Park Annex
  - Nagoya - Estación Nagoya
- Kansai
  - Shinsaibashi, Osaka
  - Esaka, Suita
  - Sannomiya, Kōbe
- Chūgoku: Hiroshima
- Hokkaidō: Sapporo
- Kyūshū: Hakata, Fukuoka

Tiendas fuera de Japón
- 10 tiendas en Taipéi, Taiwán (con el nombre de Hands Tailung)